# Giovanni Lerario
Giovanni Pietro Leonardo Lerario (Roma, 25 ottobre 1913 – Pescara, 10 novembre 1973) è stato un presbitero e pittore italiano.

## I primi anni
Giovanni Pietro Leonardo Lerario, nato a Roma da Pietro e Maria Sannicandro (originari di Putignano, in provincia di Bari) il 25 ottobre 1913, dopo la morte prematura dei genitori (1923-1924) fu inviato insieme al fratello Francesco nel collegio missionario dei frati conventuali di Roma (1925), e successivamente venne destinato nel Sacro Convento di Assisi, dove entrò nel noviziato, ricevendo l'abito dei frati minori conventuali, e iscrivendosi alla Crociata Missionaria Francescana. Terminati gli studi ginnasiali a Roma, dal 1931 frequentò ad Assisi gli studi filosofico-teologici, e durante questo periodo iniziò a cimentarsi nelle illustrazioni di alcune riviste religiose; nel 1934 fu inviato dal suo ordine religioso ad allestire nella Città del Vaticano una esposizione mondiale della stampa cattolica-missionaria.

## Il francescano artista
Ottenuta l'ordinazione sacerdotale nel 1936, in considerazione del talento di disegnatore rivelato sin da ragazzino, gli fu concesso (1937-1938) di recarsi saltuariamente da Assisi a Roma ad alcune accademie, tra cui quella di Giamattista Conti. Tra il 1938 ed il 1941 le frequentazioni negli studi dei pittori romani divennero assidue, in particolare in quella del già menzionato Conti, con il quale Lerario strinse una profonda amicizia. Anche il Conti aveva dedicato parte della sua attività nella realizzazione di opere a soggetti sacri. Gli insegnamenti del maestro consentirono a Lerario di cominciare a dipingere con grande ardore quadri, tele e pareti di chiese. Negli anni romani si dedicò anche nell'apostolato, come confessore e direttore spirituale di religiosi e laici. 
Il 29 settembre 1941, l'Osservatore Romano gli dedicò un articolo dopo la realizzazione di un quadro per la nuova chiesa parrocchiale di Torre Gaia, citando padre Lerario come giovane promessa dell'arte e già noto per varie opere nelle chiese dell'Ordine, tra le quali una grande pala d'altare rappresentante la prima predica di S. Antonio. Al termine del 1941 fu assegnato al Sacro Convento di Assisi per insegnare Arte Sacra e Musica Gregoriana ai giovani chierici. Nel 1942, in collaborazione con lo scenografo Nando Tamberlani, realizzò diverse scenografie per il teatro. Padre Lerario era anche un ottimo intenditore di musica: pur non avendo mai conseguito un diploma musicale, suonava bene alcuni strumenti (sin da bambino suonava il violino); dirigeva il canto gregoriano durante la Messa e saltuariamente il coro della Patriarcale Cappella musicale della basilica.

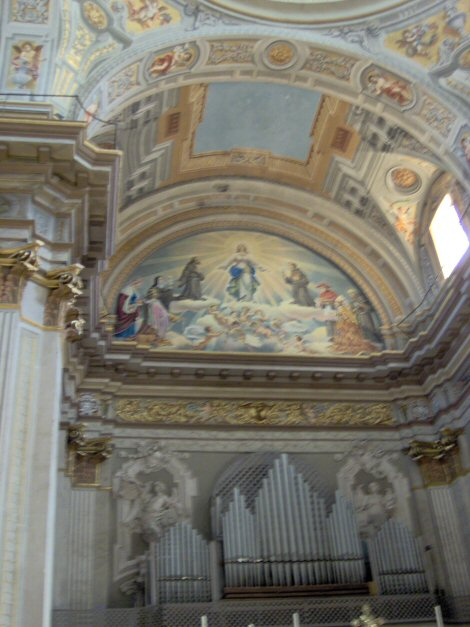
Affresco dell'Apoteosi di San Francesco, abside della chiesa di San Francesco al Corso, Chieti, opera di Padre Lerario

Dopo un periodo di pausa legato agli eventi bellici, Lerario realizzò alcune opere importanti come Il ritorno del gregge, Il riposo nei campi, Venerdì Santo in Basilica. Nel marzo 1945 venne destinato nel convento di S. Antonio di Pescara, la cui chiesa aveva le pareti completamente spoglie, e dove Lerario iniziò una monumentale opera pittorica, che lo impegnò per più di tre anni. In questo periodo riuscì pure a dedicarsi nella realizzazione di una Apoteosi di S. Francesco nello spazio absidale della basilica di S. Francesco di Chieti.
Durante gli anni che vanno dal 1945 al 1951 la sua attività pittorica fu molto intensa, e le opere vennero realizzate in particolare nelle chiese pescaresi di S. Antonio, del Sacro Cuore, e nel Santuario della Madonna dei Lumi di Civitella del Tronto. Nel 1950 le opere più importanti vennero realizzate per la chiesa di S. Francesco di Bagnocavallo e per la chiesa del cimitero di Rivisondoli, mentre nel 1951 si dedicò nella realizzazione di un dittico per la chiesa parrocchiale di Alanno.
Gli anni che vanno dal 1952 al 1955 segnano una svolta nell'arte pittorica di Lerario: il respiro delle sue opere, l'equilibro pittorico, le intuizioni artistiche da lui espresse, gli hanno consentito di lasciare un segno importante nella pittura religiosa del XX secolo. Nel corso del 1952 lavorò accuratamente per la tela della Deposizione e per le stazioni della Via Crucis, nella chiesa di S. Antonio di Pescara; a Silvi invece realizzò una tela per l'abside della chiesa, che era la più grande da lui realizzata (5x3); nel 1953 realizzò a Collecorvino, per la chiesa parrocchiale di Sant'Andrea Apostolo, un magnifico crocifisso, anche questo posizionato nell'abside.
Durante il 1954 realizzò il bozzetto per il francobollo commemorativo in occasione del centenario della basilica di San Francesco di Assisi per le poste Vaticane, che emisero due valori (da £ 25 e da £ 35). Sempre nel 1954 venne eletto nuovo guardiano della casa P. Felice Gnagnarella e fu nominato parroco della chiesa di Sant'Antonio di Pescara. Nel frattempo realizzò un secondo bozzetto per un francobollo commemorativo per il II centenario della commemorazione a Basilica Patriarcale della chiesa di S. Francesco di Assisi. Il francobollo riscosse un notevole successo, e al termine dell'XI convegno filatelico italiano, fu proclamato il più bel francobollo del 1955, e premiato a Roma con medaglia d'oro. Negli anni successivi disegnò anche diversi bozzetti per francobolli per la Repubblica di San Marino, che però non furono mai emessi.
Successivamente realizzò, per invito del direttore della Galleria Permanente di Arte Sacra Francescana di Assisi, un quadro su S. Francesco, Francesco e il lebbroso, che venne successivamente ceduto ed esposto in un ospedale di Detroit per ammalati di cancro.

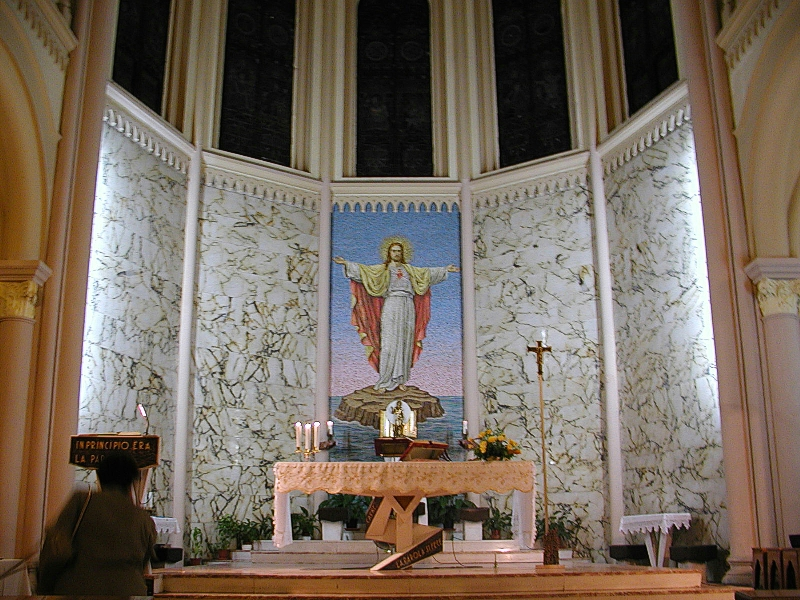
"Il Sacro Cuore di Gesù", chiesa del Sacro Cuore, Pescara

Nel dicembre 1955 lasciò Pescara e fu destinato a Lanciano, dove la chiesa di S. Francesco era stata ristrutturata, e dove il Lerario realizzò diverse opere nelle pareti nude, con soggetti eucaristici. A Lanciano fu invitato a partecipare ad un concorso sul tema Lanciano città Eucaristica realizzando un cartellone per il quale venne proclamato vincitore ex aequo con un altro concorrente. Nella città gli fu commissionata la decorazione dei pennacchi e dell'abside del santuario del Miracolo eucaristico, dipinti andati poi cancellati arbitrariamente nel restauro del Giubileo 2000. Di Lerario resta la tela della cappella del Miracolo, che raffigura l'avvenimento della Trasformazione dell'Ostia in carne. Nel convento di Sant'Antonio di Lanciano ebbe modo fi realizzare qualche pittura e di restaurarne delle antiche già presenti.
Padre Lerario fu peraltro sempre riluttante a partecipare a concorsi di pittura, asserendo: Le mostre non servono a nulla, sono tempo perso. Vale più stampare un libro che cento mostre. Sempre con riluttanza quindi aderì nel 1957 alla Prima Mostra dell'Artigianato di Pescara realizzando la tela Gesù che lavora nella bottega di Nazaret; l'opera venne esposta con successo nel Palazzo della Cancelleria di Roma. Terminati i lavori di Lanciano, dovette recarsi a Villa S. Giovanni (Reggio Calabria) dove dipinse due grandi tele. Per il parroco di Torricella Sicura (Teramo) realizzò invece un trittico.
Nel 1957 Lerario realizzò un'opera per la diocesi di Lanciano-Ortona collocata nella chiesa di S. Francesco di Ortona, che suscitò una polemica a causa della successiva cancellazione di alcuni elementi; la circostanza suscitò grande dolore in Lerario, che ripristinò le mutilazioni, e portò il quadro nella chiesa di Silvi; qui lavorò ad un grande quadro destinato alla cattedrale di Teramo. Nel 1958 realizzò invece un quadro per le Suore Francescane Missionarie della Croce di Menningen (Zurigo) che l'artista consegnò personalmente, recandosi in Svizzera. Nel corso del 1959 arricchì ulteriormente la chiesa di Sant'Antonio, dipingendo misticamente il catino dell'abside e realizzando diverse opere pittoriche.
In questi anni padre Lerario tenne anche conferenze e collaborò con alcuni teatri di Pescara (come il Massimo) dipingendo scenografie per operette e commedie; iniziarono a palesarsi anche i problemi di salute legati al diabete, malattia che lo condizionerà negli ultimi dieci anni della vita, e che lo condussero ad una morte prematura.
Nel corso del 1961 visitò a Liverpool la chiesa di S. Antonio, dato che i frati conventuali gli avevano chiesto di dipingere le pareti di quel tempio, costruito nel 1926. Nel corso del soggiorno inglese, Lerario dipinse diversi quadri riproducendo panorami e momenti naturalistici, e qui visse il 25° di sacerdozio, che venne solennemente festeggiato a Pescara. Tornato in Italia, si dedicò ancora a dipingere quadri, esulando dai suoi usuali temi religiosi (La pineta di Ravenna, Frate fuoco, Le Quattro Stagioni, I Trulli di Alberobello, Il Pescatore Olandese).

Pescatore Olandese (1961)

Nell'estate del 1962 Lerario tornò in Inghilterra per eseguire i grandi lavori nella chiesa di Liverpool, da realizzare nella calotta dell'abside e nella parete dietro l'altare maggiore; i soggetti raffigurati riguardavano l'apertura del Concilio Ecumenico Vaticano Secondo. I lavori nella chiesa di S. Antonio durarono tre mesi, e richiamarono l'attenzione di giornalisti e fotografi; la televisione inglese, la BBC, dedicò a padre Lerario una trasmissione in diretta dalla chiesa (18 gennaio 1963), e anche la stampa cattolica ed anglicana elogiò l'opera pittorica eseguita dal frate artista (in particolare l'Osservatore Romano pubblicò l'11 aprile 1963 un servizio sul pittore francescano). Il soggiorno inglese durò complessivamente circa quattro mesi, durante i quali affrescò oltre duecento metri quadrati. Ritornato nel convento di S. Antonio a Pescara, eseguì una pittura per il pennacchio della cupola della cattedrale di Chieti; nel settembre 1963 padre Lerario venne trasferito nel nuovo convento di Santa Maria Assunta di Silvi, dove egli trascorse il resto della sua vita.
La risonanza dei suoi lavori inglesi determinarono numerose richieste di vescovi e superiori religiosi di diverse comunità italiane ed europee; tra queste spicca quella ricevuta dal Rettore del Santuario di Fátima, per la quale partì per il Portogallo alla fine del mese di marzo del 1964, e rimanendovi fino alla fine di giugno. Nei primi di settembre era invece a Longiano, in Romagna, per realizzare nel rinomato Santuario SS. Crocifisso una grande opera sulle pareti interne, che lo tenne impegnato per nove mesi. Il santuario, dopo i gravissimi danni subiti dai bombardamenti negli anni della guerra, era stato lentamente restaurato. Alcuni quotidiani pubblicarono dei servizi su questi lavori, in particolare Il Resto del Carlino (22 febbraio 1965) e L'Avvenire d'Italia (15 aprile 1965). Nel mese di agosto Lerario poté fare ritorno a Silvi.
In questo anno 1965 ebbe la commissione di realizzare delle tele per la chiesa parrocchiale di Crecchio, tra cui spiccano "Gesù risorto tra gli Apostoli".
Durante il soggiorno portoghese aveva compiuto una trasferta a Liverpool, dove avrebbe dovuto eseguire dei nuovi lavori, per completare la decorazione della chiesa, che consistevano nell'istoriazione e decorazione delle pareti laterali e delle cappelle di San Francesco e Sant'Antonio. I lavori, iniziati nel mese di settembre, subirono delle interruzioni a causa delle condizioni di salute di padre Lerario, legate sempre al diabete, che lo costrinsero anche ad un ricovero ospedaliero. I lavori furono completati alla fine di febbraio 1966, con il grande plauso di critici e fedeli. Rientrato in Italia, nel mese di maggio si recò a Riccione, dove l'attendeva la decorazione del catino absidale della chiesa parrocchiale Mater Admirabilis: qui, per realizzare i suoi lavori, chiese ed ottenne la rimozione dei marmi che ricoprivano le pareti. I lavori richiesero molto tempo, e furono ostacolati anche da alcuni problemi familiari del Lerario che lo costrinsero a delle interruzioni (a causa delle condizioni economiche del fratello Franco, che viveva a Putignano, e dove aveva una numerosa famiglia); gli imponenti affreschi furono completati nel marzo 1967. Anche questi lavori raccolsero numerosi elogi: 150 personaggi che, da Abramo al Pontefice Paolo VI, ripercorrevano i venti secoli del cristianesimo. Al ritorno a Silvi si occupò della vita di comunità; in particolare costituì un coro di uomini e donne che continuò l'attività canora anche dopo la morte del frate e che in suo onore ha assunto il nome di Coro Padre Lerario; quindi dovette dipingere con grande urgenza un grande quadro su Pio X, per l'inaugurazione di una chiesa aquilana dedicata allo stesso santo.
In questo periodo il Lerario cercò di non accettare inviti fuori del convento di Silvi, anche a causa delle crisi diabetiche e degli altri scompensi fisici che lo preoccupavano: per una lunga trasferta l'unica eccezione la fece per affrescare la cupola della cappella dell'Istituto Orfani della Finanza di Loreto Marche; per il resto rimase a Silvi occupandosi del lavoro pastorale della parrocchia, e realizzando per la chiesa di S. Maria Assunta di Silvi una tela sul Figliuol Prodigo, inaugurata nel marzo 1969; nei mesi successivi realizzò invece una tela per l'Istituto delle suore del Sacro Cuore di Avezzano, ed un'altra richiestagli dal parroco di S. Antonio di Pescara, da collocare nel battistero.

## Gli ultimi anni e la morte
Tra il 1969 e 1970 i segni della malattia di Padre Lerario divennero preoccupanti, e lo costrinsero a ripetuti e prolungati ricoveri ospedalieri. Solo nell'estate del 1970 egli poté eseguire nuovi lavori per il carcere romano di Rebibbia, realizzando quattro pannelli per la cappella, che consegnò personalmente a Roma nel settembre 1970; dalla capitale proseguì per la Polonia, dove visitò chiese e conventi, ed in particolare si recò nella chiesa di Łagiewniki dove poté rivedere un suo quadro dipinto nel 1939 raffigurante il Beato Raffaele Chylinscki, che aveva inviato in Polonia.
Nei mesi finali del 1970 lavorò alacremente nella realizzazione dei bozzetti che avrebbe riprodotto per i lavori nella Basilica dei SS. Apostoli di Roma, ed eseguì anche diversi lavori meno impegnativi: Pescatori Portoghesi, Un Ponte d'Olanda, I Maestri di Pianoforte, I Fiori, ed un piccolo quadro per la cappella-coro di Silvi, Il Sacro Cuore di Gesù con S. Francesco e S. Margherita Maria Alacoque.
Nel 1971 realizzò quindi la sua ultima, importante opera nella rinomatissima Basilica dei SS. Apostoli di Roma, uno dei tempi dell'arte; i lavori erano previsti nella Cappella della Pietà, dove furono accuratamente affrescate le cupole. A lavori ultimati ritornò a Silvi, dedicandosi alle confessioni e alla direzione spirituale, ma ricoverandosi ancora in ospedale, a causa della salute sempre più minata dal diabete. Ritornato in convento, si limitò a piccoli quadri paesaggistici e bozzetti, in particolare per le vetrate della Cappella della Risurrezione a Castel San Pietro Terme, un piccolo tempietto realizzato nella zona termale, per la quale realizzò anche due tele dell'Annunciazione.

Papa Sisto V, Cappella della Pietà, Basilica SS. Apostoli di Roma (1971)

Nel corso del 1972 realizzò invece i bozzetti con soggetti biblici per le 14 vetrate della chiesa di S. Antonio di Pescara e preparò i cartoni per i mosaici delle lunette da apporre sopra le porte della chiesa di S. Antonio di San Benedetto del Tronto. A questo punto della sua vita il grande desiderio era quello di poter realizzare una pubblicazione che racchiudesse i suoi lavori artistici, destinato però a rimanere irrealizzato. Dopo il Natale 1972 trascorso in comunità fu ricoverato in ospedale a causa di un malore, e trascorse la convalescenza nella sua Putignano. Quindi un nuovo, lungo ricovero prima a Bari, poi a Pescara, dove morì il 10 novembre 1973.
A Putignano è intitolata a padre Lerario una via. Il 10 novembre 2013 si è tenuta a Silvi Marina una conferenza in occasione del 40º anniversario della sua morte.

## Libri
- Marascelli R., Guida storica di Putignano, Putignano 1969.
- Orsini M. L., La Chiesa di S. Antonio in Pescara, Pescara 1962.
- Petrone N., Padre Giovanni Lerario, Ordine Frati Minori Conventuali – L'Uomo – Il Religioso – L'Artista. A trent'anni dalla morte, Rocca S. Giovanni (CH), 2003
- Ricci F., Padre Giovanni Lerario - pittore mistico moderno, Firenze 1963.
- Sammaciccia B., P. Giovanni Lerario - Il religioso - L'Artista, Assisi 1974.
- Vecchioni M., Artisti Abruzzesi contemporanei, Pescara 1956.
- Zanotti G., Longiano - Il paese - Il Santuario, Bologna 1965.

## Riviste e Giornali
- Araldo Abruzzese, (18 gennaio 2004), 10, Paolo Martocchia, Il pittore francescano.
- Archivio Provinciale Ordine dei frati minori conventuali, Pescara. Cartelle: A: riviste, B: articoli di giornali, C: lettere.
- Catholic Pictorial, (6 gennaio 1963), Rober Azurdia, Un Artista presenta lo splendore del Concilio.
- Catholic Pictorial (14 novembre 1965), Robert Azurdia, Liverpool link with Fatima.
- Catholic Pictorial (14 ottobre 1962), Robert Azurdia, A ricordo del Concilio.
- Catholic Pictorial (3 marzo 1964), Azurdia R. Un prete artista ritorna a Fatima.
- Commentarium Ordinis F.M.Conv., 2(1963) 126-129.
- Commentarium Ordinis F.M.Conv., 3(1965) 184.
- Commentarium Ordinis F.M.Conv., 3(1967) 304-305
- Commentarium. Ordinis F.M.Conv., 1(1973) 49
- Daily Post (18 gennaio 1963), Un artista Sacerdote.
- Evening Press (28 gennaio 1963), ... Un suo lavoro ha ricevuto una vasta pubblicità sui giornali e periodici, ed è stato presentato anche in un recente programma della B.B.C....
- Giagulli V., in: S. Francesco Patrono d'Italia, 3(1972) 117-119.
- I Fratini di S. Francesco - Il SS. Crocifisso di Longiano, 2(1965), La decorazione del Santuario.
- I Fratini di S. Francesco - Il SS. Crocifisso di Longiano, 3(1965), Duecento anni del nuovo Santuario del SS. Crocifisso.
- Il Centro (25 ottobre 2013), L'arte di Lerario nel suo centenario.
- Il Giovane Collezionista, (marzo 1956), Il 25 lire Basilica di S. Francesco è il più bel francobollo commemorativo italiano del 1955. (Opera filatelica).
- Il Messaggero (11 giugno 1969), Attende una sistemazione il piazzale dell'Assunta a Silvi.
- Il Quotidiano (12 aprile 1957), Affreschi nella chiesa di S. Francesco in Lanciano.
- Il Quotidiano (12 novembre 1959) , La chiesa di S. Antonio a Pescara.
- Il Quotidiano (18 maggio 1957), Un insigne Artista.
- Il Resto del Carlino (22 febbraio 1965), La Decorazione del Santuario di Longiano.
- Il Resto del Carlino (26 giugno 1965), Prossimi festeggiamenti al santuario di Longiano.
- Il Resto del Carlino (26 marzo 1965),  Oggi tradizionale festa al Santuario di Longiano. Procede l'opera di decorazione del tempio da parte di P. G. Lerario.
- Il Resto del Carlino (30 giugno 1965), Gli affreschi a Longiano nel Santuario del Crocifisso.
- Il Santo dei miracoli, (luglio-agosto 2005) 10, Nell'abside della chiesa Mater Admirabilis di Riccione la storia della Salvezza.
- Il Tempo (15 gennaio 1958), Compromessa la bellezza di un dipinto nella chiesa di S. Francesco ad Ortona.
- Il Tempo (16 novembre 2003), La Chiesa di S. Antonio ricorda Padre Lerario
- Il Tempo d'Abruzzo (11 dicembre 1973), P. Giovanni Lerario ricordato a Tagliacozzo.
- L'Amico del Popolo (1º febbraio 1959), Un Francescano artista.
- L'Avvenire d'Italia (15 aprile 1965), Da venerdì si potrà ammirare il ciclo pittorico di Padre Lerario.
- L'Avvenire d'Italia (17 luglio 1965), Compiuto l'abbellimento del Santuario del Crocifisso.
- L'Avvenire d'Italia (20 febbraio 1965), Nuovo ciclo pittorico nel Santuario di Longiano. È opera di P. G. Lerario.
- L'Avvenire d'Italia (4 ottobre 1941), De Camillis Lamberto, La nuova parrocchia a Torre Gaia della Madonna — Causa nostrae laetitiae.
- L'Avvenire d'Italia (5 febbraio 1965), Imponente ciclo pittorico nel Santuario del Crocifisso. La bella opera è del francescano P. Lerario.
- L'Avvenire d'Italia (7 marzo 1965), Iniziati i pellegrinaggi di quaresima al santuario interdiocesano del Crocifìsso. Ammirata dai fedeli la decorazione pittorica di P. G. Lerario.
- L'Osservatore della Domenica (giugno 1967), Inaugurazione della nuova chiesa a S. Pio X al Torrione.
- L'Osservatore Romano (11 aprile 1963), La nuova decorazione pittorica nella chiesa di S. Antonio a Liverpool.
- L'Osservatore Romano (22 febbraio 1956), Nella filatelica Italiana.
- L'Osservatore Romano (26-27 ottobre 1968), Fra Tommaso da Celano in una sua nuova biografia.
- L'Osservatore Romano (29 settembre 1941), S. E. Mons. Pascucci benedice il quadro per la nuova parrocchia di Torre Gaia.
- La Città, (15 agosto 2013) 18, Paolo Martocchia, Giovanni Lerario, il frate che parlava con l'arte.
- La Dolce Vita, n. 146, p. 33, Paolo Martocchia, Successo di pubblico al memorial "P. Giovanni Lerario"
- Millozzi M., in: S. Francesco Patrono d'Italia, 2(1968) 13-22.
- Nido Serafico (ottobre 1952), P. G. Lerario, nel lavoro che presentiamo, ha colto il momento più espressivo di Colui che giustamente fu chiamato - Il Cristo del secolo XIII.
- Piazza Grande, (gennaio 2004) 28, Paolo Martocchia, Dio tra pittura e confessionale.
- Putignano Sprint (Giugno 1971), Dino Bianchi, La Tragedia del Cristo (a Roma pitture di un Putignanese).
- Ricci F., Pittura e decorazione nella Cappella della Pietà ai Santi XII Apostoli in Roma, in: S. Francesco Patrono d'Italia, 3(1972) 108-116.
- Ricci F., in: S. Francesco Patrono d'Italia, 5(1963) 92-96.
- Roma (4 dicembre 1960), Fa scenografia per l'Operetta il frate pittore.
- Roma (8 dicembre 1961), Giubileo a Pescara per il frate pittore.
- Silvi15 (9 novembre 2013) 1, Incontro su 'L'Artista di Dio'
- Silvi15, a.2, n. 25, p. 2, Paolo Martocchia, Artista di fama mondiale
- Silvi15, a.8, n. 12, p. 4, Un "silvarolo" di adozione
- S. Francesco Patrono d'Italia (1955): Medaglia d'Oro al P. Giovanni Lerario per il più bel francobollo emesso nel 1955.
- S. Francesco Patrono d'Italia, 1(1952) 11-14,Il grande lirismo mistico nelle opere di Giovanni Lerario.
- The Universe and Catholic Time (4 gennaio 1963), Un affresco che mostra gli ultimi avvenimenti.
- L'Eco di San Gabriele, a. 102, 04/2014, p. 34, Paolo Martocchia, L'Artista di Dio.
- Silvi15, a. IX, n. 5. p. 2, Paolo Martocchia ha presentato a Trento Padre Lerario, l'Artista di Dio
- La Città, 22/05/2014, p. 24, Martocchia a Trento per Padre Lerario